# Steinhaus (Autriche)
Pour les articles homonymes, voir Steinhaus.
Steinhaus est une commune autrichienne du district de Wels-Land en Haute-Autriche.